# 金畇善
金畇善，字禹甸，號心畬，江蘇吳縣（今屬蘇州市）人。清朝政治人物。

## 生平
道光十八年（1838年）戊戌科進士。選翰林院庶吉士，散館授編修。官至山西潞安府知府。

## 家族
女婿安颐，山西雁平道。